# Ihrlersteiner Grünsandstein

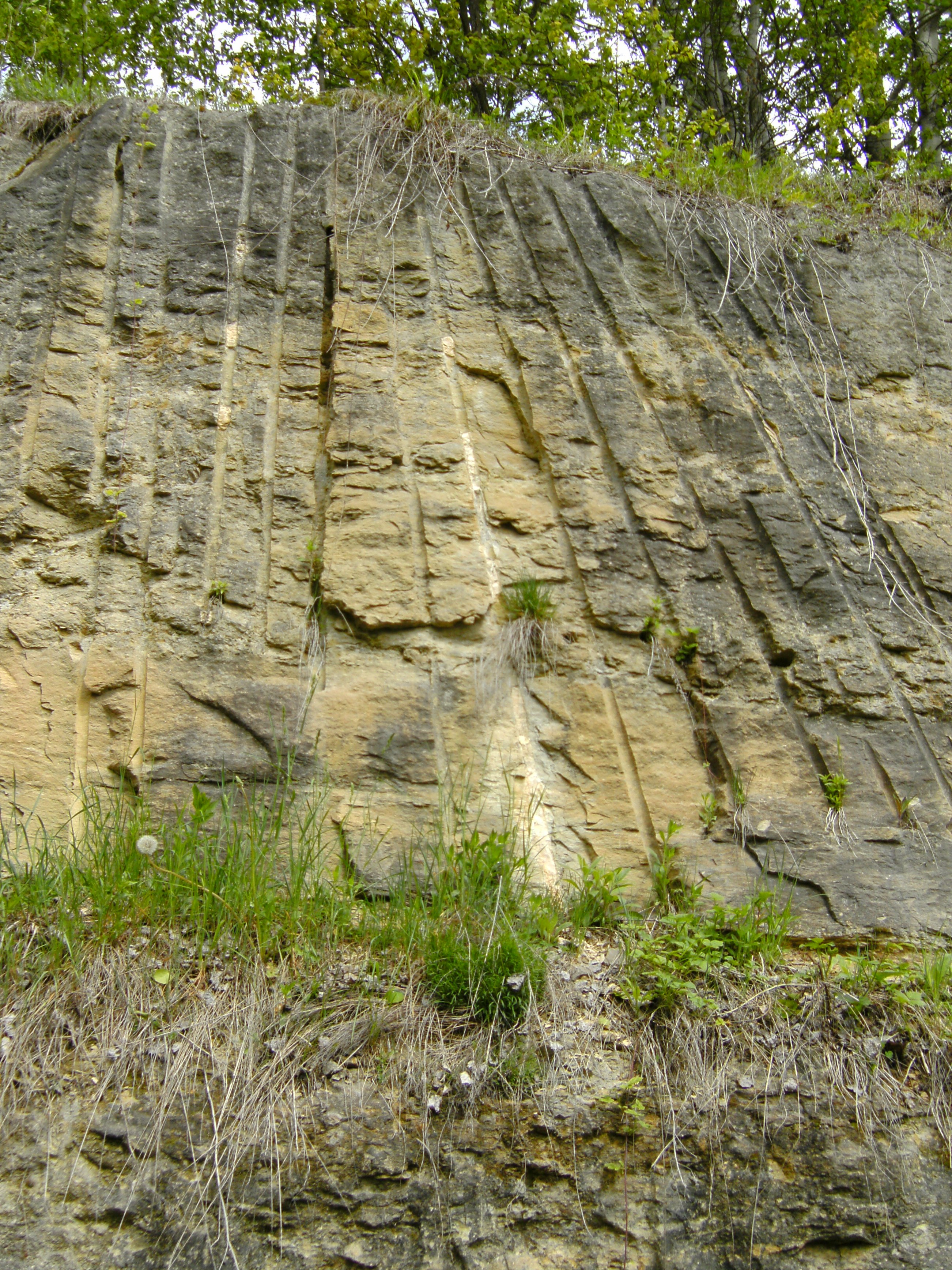
Grünsandstein-Bruch bei Ihrlerstein

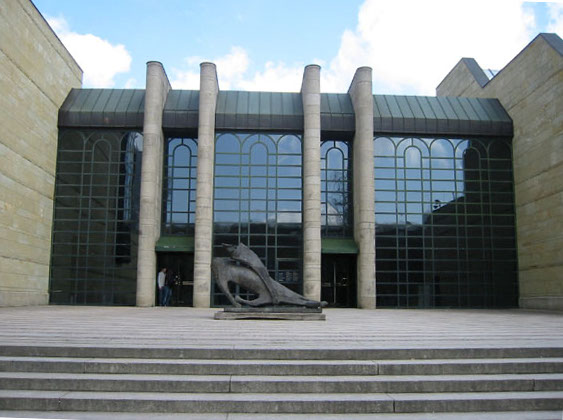
Neue Pinakothek in München

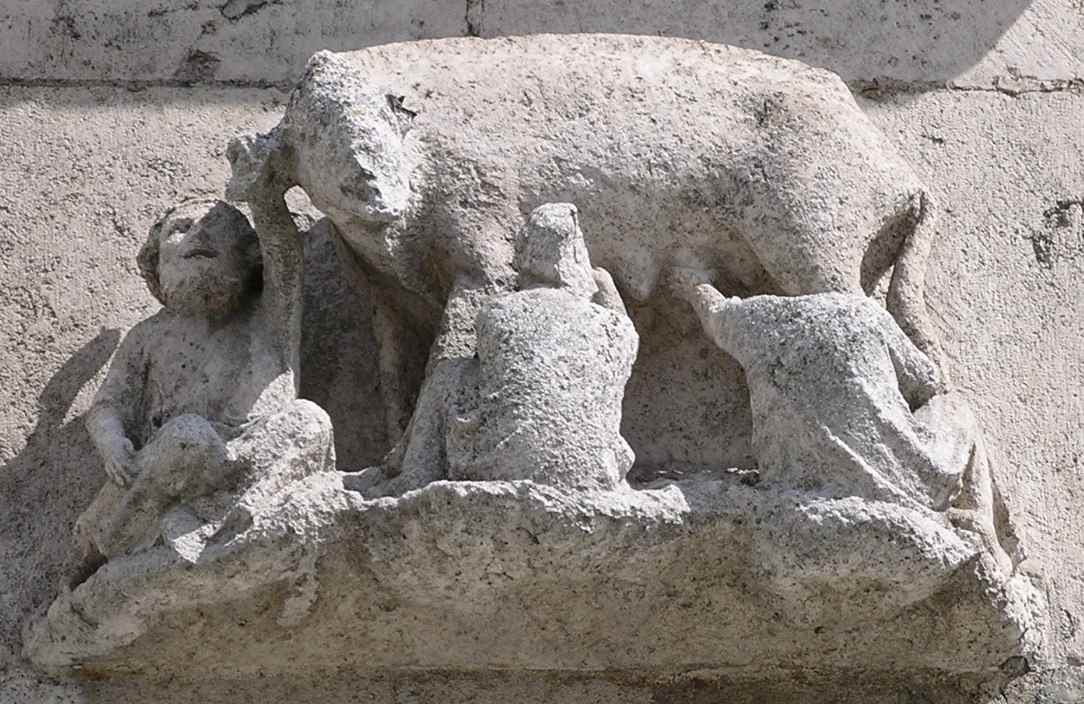
Verwitterungserscheinung des Ihrlersteiner Grünsandsteins an Bauplastik am Regensburger Dom

Der Ihrlersteiner Grünsandstein, auch Regensburger Grünsandstein oder Grüner Donausandstein genannt, ist ein grüner bis grünbrauner Kalksandstein mit Fossilbruchstücken. Dieser Grünsandstein entstand in der Oberkreide im Cenoman.

## Vorkommen
In der Gegend von Regensburg liegt ein Grünsandstein mit einer Mächtigkeit von 10 bis 15 Metern auf den Jurakalken, der im Mittelalter und unter dem bayerischen König Ludwig I. in zahlreichen Brüchen nördlich von Kelheim in der Frankenalb, in Niederbayern und früher in der Umgebung von Saal an der Donau gebrochen wurde. Die zahlreichen Brüche lagen bei Oberndorf, Kapfelberg und Neukelheim sowie südöstlich von Amberg bei Hiltersdorf, Högling und Wolfring. Im Jahr 2008 war lediglich ein Steinbruch in Betrieb.

## Petrografische Beschreibung und Namensgebung
Sein Farbeindruck ist hellgrau bis olivgrau. Es ist ein feinkörniger glaukonitischer Sandstein mit Fossilbruchstücken, die unregelmäßig im Gestein verteilt sind. 
Der Ihrlersteiner Grünsandstein besteht aus 63 Prozent Quarz, 15 Prozent Glaukonit, 11 Prozent Gesteinsbruchstücke, 5 Prozent Fossilreste, 3 Prozent Alkalifeldspat, zu 3 Prozent aus Zirkon, Rutil und undurchsichtigem Erz. Glaukonit ist für die grüne Farbgebung verantwortlich. Der Sandstein ist hauptsächlich karbonatisch gebunden.
Der Name des Gesteins und des Ortes Ihrlerstein geht auf Jakob Ihrler (1791–1852) zurück, der Steinmetzmeister und Steinbruchbesitzer in Ihrlerstein war.

## Verwitterungsverhalten und Verwendung
Sein Verwitterungsverhalten hängt wesentlich davon ab, aus welcher Gesteinsschicht die Werksteine entnommen wurden. Dies kann sich in Absanden, Ausbleichen und Abschalen bemerkbar machen. Das Abschalen im Freien entsteht bereits kurz nach einem Einbau, wie auch eine Gipskrustenbildung. Gegen Aggressorien ist dieser Naturstein nicht beständig.
Anwendungsmöglichkeiten dieses Sandsteins sind für Massivbauten, Steinbildhauerei, Wandplatten und Denkmäler gegeben. Besonders geeignet ist dieser Stein für massive Steinarbeiten. Dieser Naturstein kam unter Ludwig I. in Verruf, weil er stark verwitterte. Dies war jedoch darauf zurückzuführen, dass die richtige Auswahl im Steinbruch nicht getroffen wurde, denn es gibt verwitterungsfeste Lagen.
Verwendet wurde Ihrlersteiner Grünsandstein vermutlich seit der Römerzeit. Eingebaut wurde er am Regensburger Dom, der Steinernen Brücke in Regensburg, der Neuen Pinakothek, der Alten Pinakothek und Residenz in München sowie für die Befreiungshalle in Kelheim, die Sparkasse Kelheim und das Löwendenkmal in Bad Abbach.
Im Vorfeld der geplanten Sanierung der Steinernen Brücke wurde im Jahre 2009 eine umfangreiche Suche nach geeignetem Steinmaterial durchgeführt, das für die Sanierung verwendet werden kann. Es sollte farblich und von der Struktur her zu dem Originalmaterial passen und außerdem eine ausreichende Festigkeit und Witterungsbeständigkeit aufweisen. Man wurde schließlich in einem aufgelassenen Steinbruch in der Nähe von Ihrlerstein fündig.

## Geotop
Die Grünsandsteinbrüche bei Ihrlerstein sind vom Bayerischen Landesamt für Umwelt als bedeutendes Geotop (Geotop-Nummer: 273A029) ausgewiesen.

## Einzelnachweise

Kunsthistorische Verwendung von Ihrlersteiner Grünstein
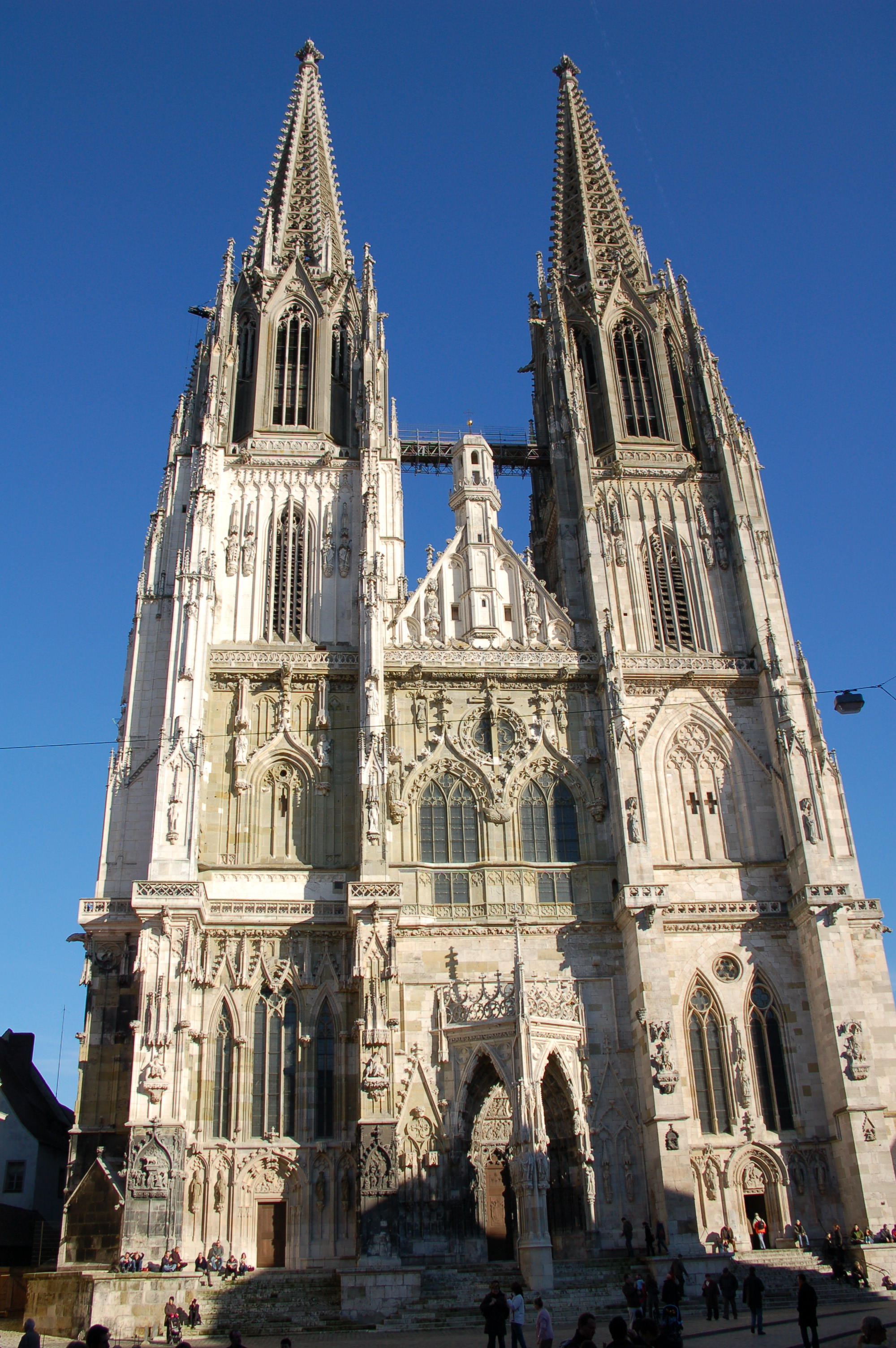
Regensburger Dom
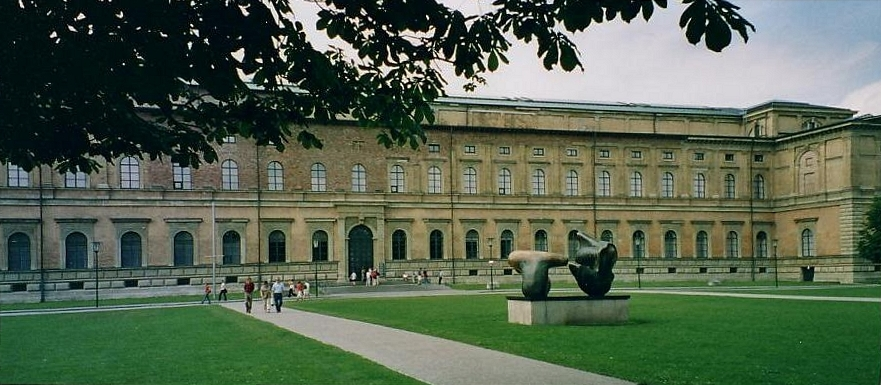
Alte Pinakothek in München
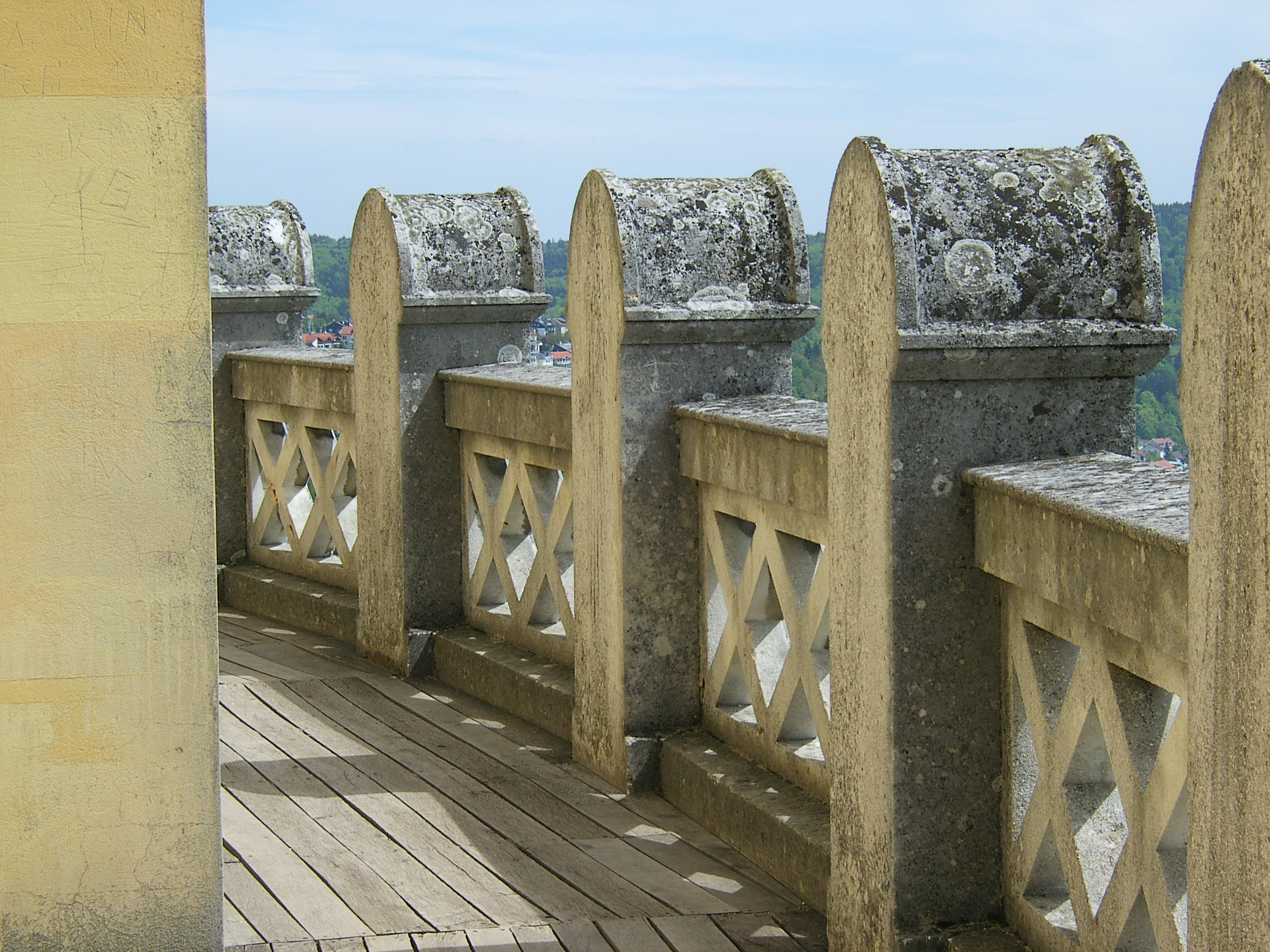
Balustrade an der Befreiungshalle Kelheim